# Габріел Місегуй
Габріел Осеї Місегуй (нід. Gabriel Osei Misehouy, нар. 18 липня 2005, Амстердам, Нідерланди) — нідерландський футболіст ганського походження, атакувальний півзахисник іспанського клубу «Жирона». 2025 року перебрався на правах оренди до грецького «Аріса».

## Ігрова кар'єра

### Клубна
Габріел Місегуй народився в Амстердамі і з семирічного віку почав займатися футболом в академії столичного «Аякса». У вересні 2021 року футболіст підписав з «Аяксом» свій перший професійний контракт. В сезоні 2021/22 футболіст дебютував у дублюючому складі «Аякса» «Йонг Аякс» в другому дивізіоні. 21 лютого 2022 року у матчі проти «Алмере Сіті» Місегуй вийшов на заміну в другому таймі.
В липні 2024 року футболіст приєднався до іспанської «Жирони», підписавши з клубом контракт на чотири роки. 15 серпня у матчі проти «Бетіса» Місегуй провів першу гру в чемпіонаті Іспанії.
21 липня 2025 року на правах оренди перейшов до грецького клубу «Аріс» (Салоніки).

### Збірна
У 2022 році в складі юнацької збірної Нідерландів (U-17) Габріел Місегуй став срібним призером юнацького чемпіонату Європи в Ізраїлі.

## Титули
Нідерланди (U-17)
 Віце - чемпіон Європи: 2022